# Boquete
Boquete is een gemeente (in Panama un distrito genoemd) in de provincie Chiriquí in het noorden van Panama. Het district ligt op 60 kilometer van de grens met Costa Rica en telde in 2015 23.000 inwoners.
De gemeente bestaat uit zes deelgemeenten (corregimiento): Bajo Boquete (de hoofdplaats, cabecera), Alto Boquete, Caldera, Jaramillo, Los Naranjos en Palmira.

## Natuur
Boquete ligt aan de voet van de Volcán Barú, het hoogste punt van Panama, en aan de rivier de Caldera. Er wordt veel koffie verbouwd.

## Demografie
Boquete trekt in recente jaren veel Noord-Amerikaanse en Europese gepensioneerden aan. Volgens La Prensa, het nationale nieuwsblad, is 14% van de bevolking van Boquete van buitenlandse afkomst. Dat zou volgens deze krant komen door de schone lucht, zuiver drinkwater, rust, het klimaat en de lage kosten in Panama.

## Vermissingszaken
In de buurt van Boquete zijn in de loop der jaren een aantal mensen vermist geraakt.
In 2009 verdween de Britse Alex Humphrey (29) in het gebied. Van hem is tot op heden niets meer vernomen.
Op 1 april 2014 verdwenen twee Nederlandse studentes uit Amersfoort, Lisanne Froon (22) en Kris Kremers (21), in de buurt van Boquete nadat ze aan een wandeling waren begonnen. Eind juni werd vastgesteld dat beiden waren omgekomen in de jungle, nadat er botresten van de vrouwen waren gevonden. Uit het onderzoek daarnaar bleek dat Lisanne was gevallen. Het onderzoek van het NFI bevestigde dat de vrouwen nog een aantal dagen hadden geleefd. Lisanne had een beenvliesontsteking, die ze vermoedelijk opliep in de dagen nadat ze haar voet had gebroken.
Een maand na de vermissing van de twee studentes verdween ook de Amerikaanse Loretta Hinman (47). Een aantal dagen later werd haar huurauto ongeschonden bij haar huis aangetroffen, maar van de vrouw ontbrak ieder spoor.